# Liste der Monuments historiques in Lucelle
Die Liste der Monuments historiques in Lucelle führt die Monuments historiques in der französischen Gemeinde Lucelle auf.

## Liste der Bauwerke
| Bezeichnung                | Beschreibung | Standort | Kennzeichnung | Schutzstatus | Datum | Bild           |
| -------------------------- | --- | -------- | ------------- | ------------ | ----- | -------------- |
| Zisterzienserabtei Lucelle | Ruine des 1124 gegründeten Kloster; mehrfach zerstört, zuletzt nach 1796; erhalten: Konventgebäude, Kellerei, Wirtschaftsgebäude, Fremdenhaus, Orangerie und Gärten, teilweise zu Lucelle JU | (Lage)   | PA00085507    | Inscrit      | 1996  | weitere Bilder |